# Simfonia núm. 9 (Mozart)
La Simfonia núm. 9 en do major, K. 73, de Wolfgang Amadeus Mozart, té un origen incert. La primera data per aquesta composició apareix a tot tardar el 1769 o 1770, durant el primer viatge de Mozart a Itàlia. Però altres especialistes l'han datat "probablement no abans de principis de l'estiu de 1772". Podria haver estat començada a Salzburg abans del primer viatge a Itàlia, i completada durant el mateix.
La simfonia consta de quatre moviments, i és la primera simfonia mozartiana en la tonalitat de do major. La partitura autògrafa es conserva actualment a la Biblioteka Jagiellońska (Universitat Jagellónica) de Cracòvia.
La simfonia està escrita per a dues flautes, dos oboès, fagot, dues trompes, dues trompetes, timbales, clavecí i corda. Consta de quatre moviments:
1. Allegro, en compàs 4/4.
2. Andante, en compàs 2/4.
3. Menuetto & Trio, en compàs 3/4.
4. Molto allegro, en compàs 2/4.